# Kreis Davos
| Davos               | Davos               |
| ------------------- | ------------------- |
| Davos               |                     |
| Basisdaten          |                     |
| Staat:              | Schweiz             |
| Kanton:             | Graubünden (GR)     |
| Bezirk:             | Prättigau-Davos     |
| Hauptort:           | Davos               |
| Fläche:             | 283,99 km²          |
| Einwohner:          | 11'248 (31.12.2009) |
| Bevölkerungsdichte: | 40 Einw. pro km²    |
| Aufgehoben am:      | 31. Dezember 2015   |
| Karte               |                     |
| Karte von Davos     |                     |

Der Kreis Davos bildete bis am 31. Dezember 2015 zusammen mit den Kreisen Jenaz, Klosters, Küblis, Luzein, Schiers und Seewis den Bezirk Prättigau-Davos des Kantons Graubünden in der Schweiz. Der Sitz des Kreisamtes war in Davos. Durch die Bündner Gebietsreform wurden die Kreise aufgehoben.

## Gemeinden
Der Kreis bestand lediglich aus der Gemeinde Davos:
| Wappen | Name der Gemeinde | Einwohner (Dez. 2009) | Fläche in km² | BFS-Nr |
| ------ | ----------------- | --------------------- | ------------- | ------ |
| Davos  | Davos             | 11'248                | 283,99        | 3851   |

## Veränderungen im Gemeindebestand

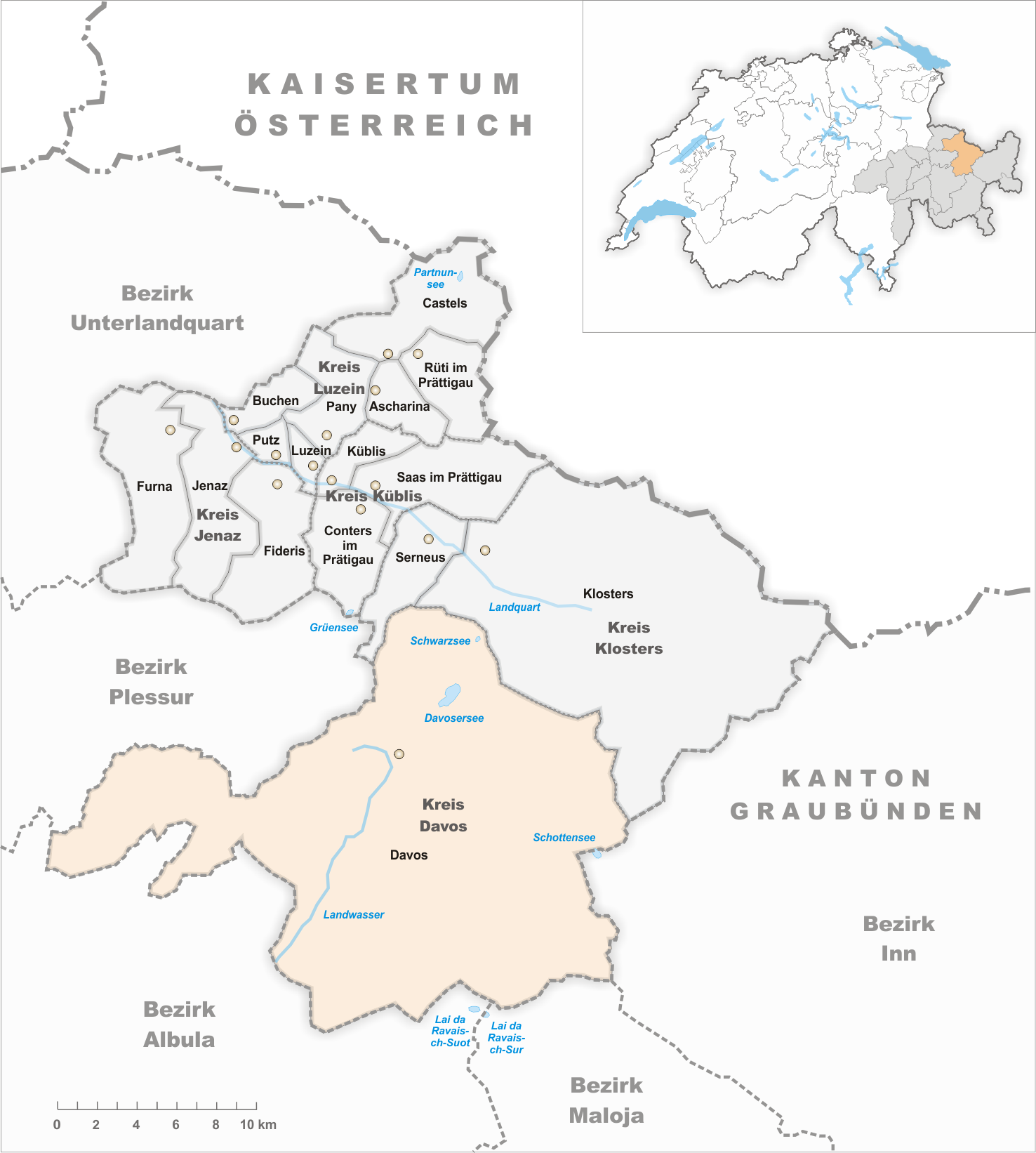
Gemeinden bis 1850
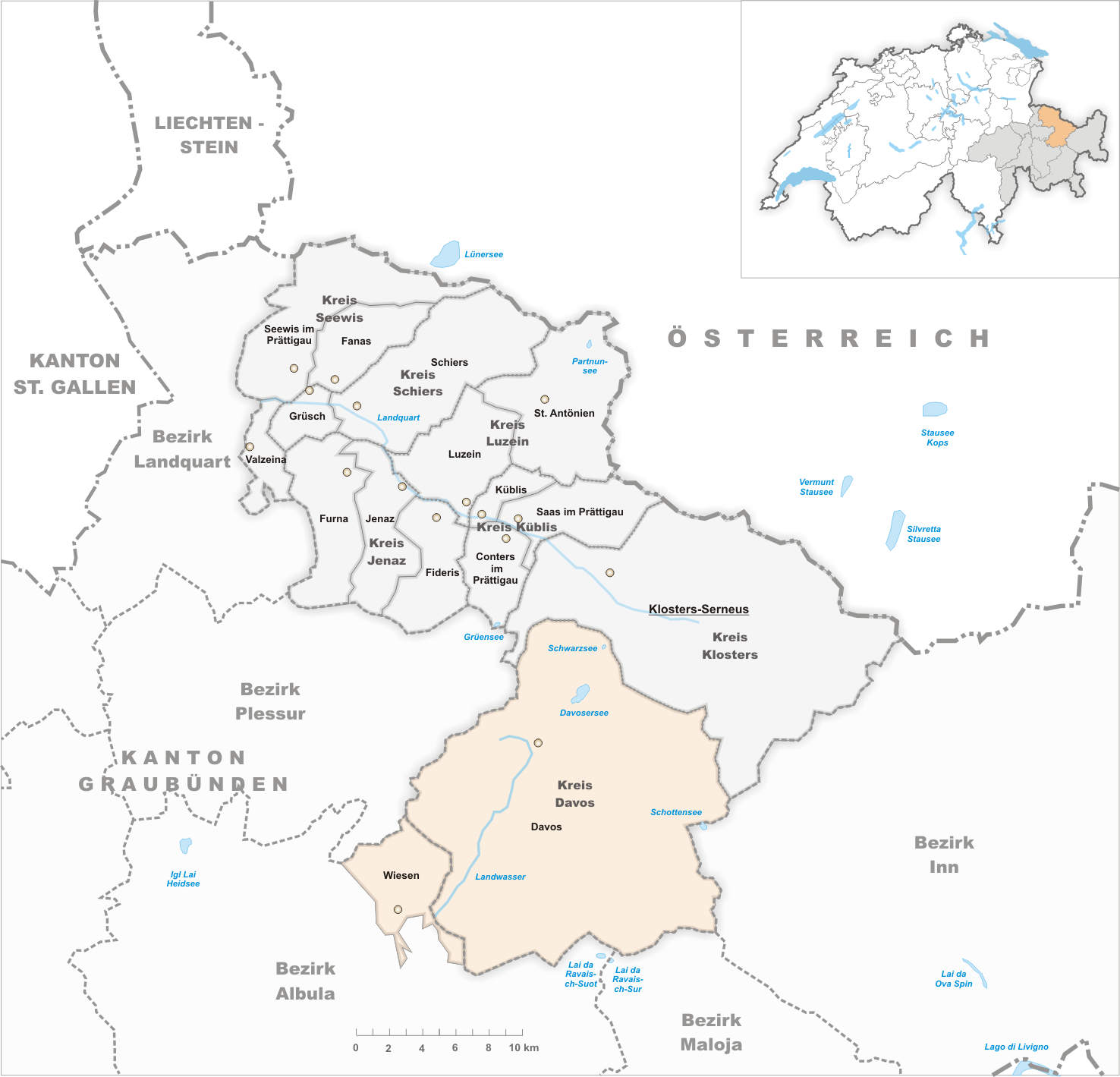
Gemeinden bis 2008

- 1851: Abspaltung von Davos und Bezirkswechsel von Oberlandquart → Arosa in den Bezirk Plessur
- 2009: Davos und Wiesen → Davos